# Conference League North 2010-2011
La Conference League North 2010-2011 è stata la 7ª edizione della seconda serie della Conference League. Rappresenta, insiema alla Conference League South, il sesto livello del calcio inglese ed il secondo del sistema "non-league". 

## Squadre partecipanti
| Squadra              | Città          | Stagione precedente                                             |
| -------------------- | -------------- | --------------------------------------------------------------- |
| AFC Telford United   | Telford        | 11º posto in Conference League North                            |
| Alfreton Town        | Alfreton       | 3º posto in Conference League North                             |
| Blyth Spartans       | Blyth          | 13º posto in Conference League North                            |
| Boston United        | Boston         | 3º posto in Northern Premier League Premier Division, promosso  |
| Corby Town           | Corby          | 6º posto in Conference League North                             |
| Droylsden            | Droylsden      | 5º posto in Conference League North                             |
| Eastwood Town        | Eastwood       | 10º posto in Conference League North                            |
| Gainsborough Trinity | Gainsborough   | 14º posto in Conference League North                            |
| Gloucester City      | Gloucester     | 18º posto in Conference League North                            |
| Guiseley             | Guiseley       | 1º posto in Northern Premier League Premier Division, promosso  |
| Ilkeston Town        | Ilkeston       | 8º posto in Conference League North                             |
| Harrogate Town       | Harrogate      | 21º posto in Conference League North                            |
| Hinckley United      | Hinckley       | 7º posto in Conference League North                             |
| Hyde United          | Hyde           | 15º posto in Conference League North                            |
| Nuneaton Town        | Nuneaton       | 2º posto in Southern Football League Premier Division, promosso |
| Redditch United      | Redditch       | 19º posto in Conference League North                            |
| Stafford Rangers     | Stafford       | 16º posto in Conference League North                            |
| Stalybridge Celtic   | Stalybridge    | 9º posto in Conference League North                             |
| Solihull Moors       | Solihull       | 17º posto in Conference League North                            |
| Vauxhall Motors      | Ellesmere Port | 20º posto in Conference League North                            |
| Worcester City       | Worceter       | 20º posto in Conference League South                            |
| Workington           | Workington     | 4º posto in Conference League North                             |

## Classifica finale
|  | Pos. | Squadra              | Pt | G  | V  | N  | P  | GF | GS  | DR  |
|  | ---- | -------------------- | -- | -- | -- | -- | -- | -- | --- | --- |
|  | 1    | Alfreton Town        | 92 | 40 | 29 | 5  | 6  | 97 | 33  | +64 |
|  | 2    | Telford Utd          | 82 | 40 | 23 | 13 | 4  | 71 | 29  | +42 |
|  | 3    | Boston Utd           | 79 | 40 | 23 | 10 | 7  | 72 | 33  | +39 |
|  | 4    | Eastwood Town        | 73 | 40 | 22 | 7  | 11 | 82 | 50  | +32 |
|  | 5    | Guiseley             | 73 | 40 | 20 | 13 | 7  | 56 | 41  | +15 |
|  | 6    | Nuneaton Town        | 72 | 40 | 21 | 9  | 10 | 66 | 44  | +20 |
|  | 7    | Solihull Moors       | 64 | 40 | 18 | 10 | 12 | 66 | 49  | +17 |
|  | 8    | Droylsden            | 60 | 40 | 17 | 9  | 14 | 69 | 67  | +2  |
|  | 9    | Blyth Spartans       | 58 | 40 | 16 | 10 | 14 | 61 | 54  | +7  |
|  | 10   | Stalybridge Celtic   | 57 | 40 | 16 | 9  | 15 | 64 | 55  | +9  |
|  | 11   | Workington           | 54 | 40 | 16 | 6  | 18 | 52 | 60  | -8  |
|  | 12   | Harrogate Town       | 50 | 40 | 13 | 11 | 16 | 53 | 66  | -7  |
|  | 13   | Corby Town           | 49 | 40 | 13 | 10 | 17 | 58 | 80  | -22 |
|  | 14   | Gloucester City      | 47 | 40 | 14 | 5  | 21 | 49 | 63  | -14 |
|  | 15   | Hinckley Utd         | 46 | 40 | 13 | 7  | 20 | 76 | 76  | 0   |
|  | 16   | Worcester City       | 46 | 40 | 12 | 10 | 18 | 49 | 55  | -6  |
|  | 17   | Vauxhall Motors      | 45 | 40 | 12 | 9  | 19 | 52 | 71  | -19 |
|  | 18   | Gainsborough Trinity | 41 | 40 | 12 | 5  | 23 | 50 | 74  | -24 |
|  | 19   | Hyde                 | 36 | 40 | 10 | 6  | 24 | 44 | 73  | -29 |
|  | 20   | Stafford Rangers     | 32 | 40 | 8  | 8  | 24 | 39 | 78  | -39 |
|  | 21   | Redditch Utd (-5)    | 9  | 40 | 2  | 8  | 30 | 30 | 105 | -75 |
|  | −    | Ilkeston Town        | −  | −  | −  | −  | −  | −  | −   | −   |

Legenda:
      Promosso in Conference League Premier 2011-2012.
  Ammesso ai play-off.
      Retrocesso in Northern Premier League Premier Division 2011-2012.
      Retrocesso in Southern Football League Premier Division 2011-2012.
Regolamento:
Tre punti a vittoria, uno a pareggio, zero a sconfitta.
In caso di arrivo di due o più squadre a pari punti, la graduatoria viene stilata secondo i seguenti criteri:
- differenza reti
- maggior numero di gol segnati

Note:

L'Ilkeston Town è stato messo in liquidazione ed escluso dal campionato il 15 settembre 2010.
Eastwood Town escluso dai play off per mancanza di un terreno di gioco idoneo per la categoria superiore.
Il Redditch United è stato sanzionato con 5 punti di penalizzazione per aver fornito false informazioni finanziarie.

## Spareggi

### Play-off

#### Tabellone
|  | Semifinali | Semifinali         | Semifinali | Semifinali | Semifinali |  |  | Finale | Finale             | Finale |  |
|  |            |                    |            |            |            |  |  |        |                    |        |  |
|  | 5          | Nuneaton Town      | 1          | 1          | 2          |  |  |        |                    |        |  |
|  | 2          | AFC Telford United | 1          | 2          | 3          |  |  | 5      | AFC Telford United | 3      |  |
|  | 4          | Guiseley (3-2 dcr) | 1          | 2          | 3          |  |  | 4      | Guiseley           | 2      |  |
|  | 3          | Boston Utd         | 0          | 3          | 3          |  |  |        |                    |        |  |